# Agassizhorn
Das Agassizhorn ist ein 3947 m ü. M. hoher Berg in den Berner Alpen in der Verlängerung des Nordwestgrats des Finsteraarhorns, von dem es weniger als 1,5 Kilometer entfernt und durch das Agassizjoch (3747 m) getrennt ist. Der Berg ist nach dem Schweizer Naturforscher Louis Agassiz benannt. Er gehört zur Bergkette, über welche die Grenze zwischen den Kantonen Bern und Wallis verläuft.
Der Berg liegt im Gebiet Schweizer Alpen Jungfrau-Aletsch des UNESCO-Weltnaturerbes.

## Geografie
Der Gipfel des Agassizhorns liegt am südlichsten Punkt des Gemeindegebiets von Grindelwald und ganz im Westen der Gebirgstäler von Guttannen, dessen Gebiet nur am Nässihorn noch etwas weiter nach Westen reicht. Das Agassizhorn hat drei steile Flanken, die durch scharf ausgebildete Grate voneinander getrennt sind. Gegen Westen zieht sich, von einer kleinen Wand nahe des Agassizhorns unterbrochen, der drei Kilometer lange Fieschergrat bis zum Kleinen Fiescherhorn (3895 m ü. M.) hin. Unterhalb der steilen, etwa 500 Meter hohen Nordwand liegt das Firngebiet des Oberen Ischmeers, das früher einen Zustrom des Unteren Grindelwaldgletschers bildete. Der Nordostgrat steigt vom Finsteraarjoch (3283 m ü. M.) zur Bergspitze hinauf und begrenzt die Ostwand über dem westlichen Firnbereich des Finsteraargletschers. Südlich der Ostwand bildet das Agassizjoch die Scharte zwischen dem Agassizhorn und dem Finsteraarhorn. Die Südwestflanke des Berges und des Fieschergrats ist bis zum Gipfelbereich von Schnee und Eis bedeckt und gehört zum weiten Nährgebiet des Walliser Fiescherfirns, den oberen Bereich des Fieschergletschers im Gebiet der Walliser Gemeinde Fieschertal.
Über das Agassizhorn verläuft die Trennlinie zwischen den Flussgebieten der Aare und somit des Rheins auf der Nordseite und der Rhone im Süden und die Europäische Hauptwasserscheide. An seinem Nordostgrat beginnt die Wasserscheide zwischen dem Einzugsgebiet des Oberlaufs der Aare im Haslital und der Lütschine, des ersten grossen Nebenflusses der Aare.

## Gipfelroute
Der Zustieg führt von den Finsteraarhornhütten zunächst nach Westen hinab auf den Fieschergletscher. Von dort geht es am Ostrand des Gletschers hinauf bis hinter den Rücken, der vom Felssporn Punkt 3406 herabzieht. In nordöstlicher Richtung gelangt man die spaltenreichen Hänge hinauf zum Agassizjoch, von wo aus man entlang des Südostgrats den Gipfel erreicht.

## Kontroverse zu Louis Agassiz
Louis Agassiz, der vor allem als Geologe, Paläontologe und Glaziologe bekannt ist, untersuchte in den 1840er-Jahren bei seinen Forschungsexpeditionen auch Gebiete in den Berner Alpen. In jüngster Zeit wurde seine Rolle als Rassentheoretiker kritisch diskutiert und im Jahr 2007 auch vorgeschlagen, den im 19. Jahrhundert nach dem Naturforscher benannten Berg neu stattdessen nach dem kongolesischen Sklaven Renty, den Agassiz in South Carolina untersucht hatte, in «Rentyhorn» umzubenennen. Der Vorschlag wurde 2020 von den drei Gemeinden Guttannen, Grindelwald und Fieschertal abgelehnt.